# Муслиу, Висар
Висар Муслиу (макед. Висар Муслиу; 13 ноября 1994, Гостивар) — северомакедонский футболист, защитник клуба «Падерборн 07» и сборной Северной Македонии.

## Карьера

### Клубная
Муслиу начал свою футбольную карьеру в клубе «Ренова», дебютировав во взрослой команде в 2012 году. Между тем, он также был отдан в аренду в клуб «Гостивар». Летом 2014 года Муслиу перешёл в швейцарский «Санкт-Галлен» по контракту на один год, где играл только за молодёжный состав, а в следующем году вернулся в «Ренову» на условиях аренды.
3 июня 2017 года он перешёл к чемпиону Республики Македонии «Вардар», где его брали для предстоящих матчей квалификации Лиги чемпионов. В конце концов Муслиу помог клубу пройти квалификацию и попасть в групповой этап Лиги Европы 2017/18, став первым македонским футбольным клубом, когда-либо прошедшим квалификацию на европейский турнир УЕФА.
28 января 2018 года заключил контракт с косовской «Приштиной», однако уже через два дня был арендован клубом «Шкендия». А позже в том же году клуб выкупил контракт игрока. В составе клуба стал обладателем Кубка Республики Македонии 2017/18, а в финале защитник отличился «дублем», забив два из трёх голов «Шкендии», которая обыграла «Пелистер» со счетом 3:0.
5 августа 2019 года Муслиу из «Шкендии» перешёл в венгерский клуб «МОЛ Фехервар».
В январе 2022 года перешел в немецкий клуб «Ингольштадт 04».

### Международная
Муслиу играл за молодежную сборную Северной Македонии с 2014 по 2017 год, сыграв за неё 12 матчей. В составе молодёжной сборной Республики Македонии он участвовал в молодёжном чемпионате Европы по футболу 2017 года. В последнем матче группового этапа против Португалии на 28-й минуте он заменил травмированного Марьяна Радеского.
2 сентября 2017 года Муслиу дебютировал за взрослую сборную Северной Македонии в отборочном матче чемпионата мира против Израиля, где отыграл весь матч и помог своей команде добыть минимальную победу со счётом 1:0. 9 октября 2017 года он забил свой первый гол за сборную Республики Македонии в ворота Лихтенштейна. Муслиу сыграл в общей сложности 23 матча и забил 1 гол.